# Torfienie
Torfienie – proces powstawania torfu zachodzący na torfowiskach, pod stałym przykryciem wody. W trakcie torfienia materia organiczna jest częściowo rozkładana na H2O, CO2 i metan, a częściowo jest przeobrażana i co za tym idzie, wzrasta w niej zawartość węgla. W górnych partiach torfowiska o wyższej zawartości tlenu zachodzi butwienie tlenowe, a w warstwach dolnych, ubogich w tlen, butwienie beztlenowe.